# ゾスカレス
ゾスカレス（ギリシャ語：Zoskales）あるいはゼ・ハケレ（ゲエズ語：Ze-Hakèlé）は、2世紀頃のアクスム王国の王である。
『エリュトゥラー海案内記』によれば、彼の統治域は、
アビシニア（ギリシャ語におけるエチオピアの旧称）、紅海の港（2港）、アドゥリス（マッサワ近郊）、アヴァリテス（アッサブ）
であった。

## ゾスカレスについての記述
"これらの地域はゾスカレスに支配されていた。ゾスカレスは常に貪欲であったが、その他の部分では真っ直ぐな人間であり、ギリシャ文学に精通していた。"（エリュトゥラー海案内記, 5章）

## 文献
- Paul B. Henze, Layers of Time: A History of Ethiopia (New York: Palgrave, 2000), p. 18